# Riesenohr-Springmaus
Die Riesenohr-Springmaus (Euchoreutes naso) ist eine in Ostasien lebende Nagetierart aus der Familie der Springmäuse (Dipodidae).

## Merkmale
Riesenohr-Springmäuse erreichen eine Kopfrumpflänge von 7 bis 9 Zentimeter, wozu noch ein 15 bis 16 Zentimeter langer Schwanz kommt. Ihr Fell ist an der Oberseite gelblich oder rosa gefärbt, die Unterseite ist weiß. Der lange Schwanz ist auf seiner ganzen Länge mit kurzen Haaren bedeckt, lediglich an der Spitze befindet sich eine schwarz-weiße Quaste. Wie die meisten Springmäuse sind sie durch die verlängerten Hinterbeine charakterisiert, die ihnen eine hüpfende Fortbewegung ermöglichen. Zwischen den Zehen befinden sich kleine Borsten, die ein Einsinken im Sand verhindern. Namensgebendes Merkmal sind die riesenhaft vergrößerten Ohren – die größten aller Springmäuse – die um ein Drittel länger sind als der Kopf. Solch vergrößerte Ohren finden sich oft bei wüstenbewohnenden Tieren, diese dienen meist der Kühlung.

## Verbreitung und Lebensraum
Das Verbreitungsgebiet dieser Springmäuse umfasst die südliche Mongolei und das chinesische Xinjiang, wo sie unter anderem in der Taklamakan-Wüste und in verschiedenen Bergländern im Norden dieser Provinz vorkommen. Ihr Lebensraum sind Wüsten und Halbwüsten, oft mit Sand bedeckt; sie sind manchmal auch in Steppen- und Bergregionen zu finden.

## Lebensweise
Über die Lebensweise dieser Tiere ist sehr wenig bekannt. Man vermutet, dass sie wie andere Springmäuse vorwiegend nachtaktiv sind und sich tagsüber in selbstgegrabene Tunnel und Baue unter der Erde zurückziehen. Manche Springmäuse halten auch einen Winterschlaf, ob das auch für die Riesenohr-Springmaus zutrifft, ist nicht bekannt.
Die Nahrung dieser Tiere dürfte teils aus Insekten bestehen, wobei sie auch fliegende Tiere durch schnelle, hohe Sprünge erbeuten können. Teilweise dürften sie auch Pflanzenteile zu sich nehmen.
Über ihre Fortpflanzung ist nichts bekannt.

## Gefährdung
Wegen menschlicher Störungen in ihrem Lebensraum stufte die IUCN die Art 1996 als stark gefährdet (endangered) ein. 2008 wurde sie in einer Neubewertung aufgrund der weiten Verbreitung und großen Population als ungefährdet (least concern) eingestuft.